# Oberer Hotzenwald
Das FFH-Gebiet Oberer Hotzenwald ist ein im Jahr 2005 durch das Regierungspräsidium Freiburg nach der Richtlinie 92/43/EWG (Fauna-Flora-Habitat-Richtlinie) angemeldetes Schutzgebiet (Schutzgebietskennung DE-8214-343) im deutschen Bundesland Baden-Württemberg. Mit Verordnung des Regierungspräsidiums Freiburg zur Festlegung der Gebiete von gemeinschaftlicher Bedeutung vom 25. Oktober 2018 wurde das Gebiet festgelegt.

## Lage
Das 1840,4 Hektar große Schutzgebiet gehört zum Naturraum 155-Hochschwarzwald innerhalb der naturräumlichen Haupteinheit 15-Schwarzwald.
Es besteht aus mehreren Teilgebieten und liegt auf der Markung von sechs Städten und Gemeinden:
- Görwihl = 331.2677 ha, 18 %
- Herrischried = 73.615 ha, 4 %
- Dachsberg (Südschwarzwald) = 588.9204 ha, 32 %
- Ibach (Schwarzwald) = 809.7655 ha, 44 %
- Todtmoos = 36.8075 ha, 2 %
- St. Blasien = 18.4037 ha, 1 %

## Beschreibung und Schutzzweck
Bei dem Schutzgebiet handelt es sich um eine Hochflächenlandschaft im Granit- und Gneisgebiet des Südschwarzwalds mit ausgedehnten, landesweit bedeutsamen Weidfeldern, Hoch- und Übergangsmooren. Extensiv genutzte Bergwiesen und naturnahe Buchen-Tannenwälder sowie Moorwälder sind weit verbreitet.

### Lebensraumklassen
(allgemeine Merkmale des Gebiets) (prozentualer Anteil der Gesamtfläche)
Angaben gemäß Standard-Datenbogen aus dem Amtsblatt der Europäischen Union
|                                                                  |                                                                  |  |      |      |
| N07 – Moore, Sümpfe, Uferbewuchs                                 | N07 – Moore, Sümpfe, Uferbewuchs                                 |  | 6 %  | 6 %  |
| N08 – Heide, Gestrüpp, Macchia, Garrigue, Phrygana               | N08 – Heide, Gestrüpp, Macchia, Garrigue, Phrygana               |  | 3 %  | 3 %  |
| N10 – Feuchtes und mesophiles Grünland                           | N10 – Feuchtes und mesophiles Grünland                           |  | 28 % | 28 % |
| N16 – Laubwald                                                   | N16 – Laubwald                                                   |  | 4 %  | 4 %  |
| N17 – Nadelwald                                                  | N17 – Nadelwald                                                  |  | 33 % | 33 % |
| N19 – Mischwald                                                  | N19 – Mischwald                                                  |  | 13 % | 13 % |
| N20 – Kunstforsten (z. B. Pappelbestände oder exotische Gehölze) | N20 – Kunstforsten (z. B. Pappelbestände oder exotische Gehölze) |  | 13 % | 13 % |
|                                                                  |                                                                  |  |      |      |

### Lebensraumtypen
Gemäß Anlage 1 der Verordnung des Regierungspräsidiums Freiburg zur Festlegung der Gebiete von gemeinschaftlicher Bedeutung (FFH-Verordnung) vom 25. Oktober 2018 kommen folgende Lebensraumtypen nach Anhang I der FFH-Richtlinie im Gebiet vor:
| EU Code | Lebensraumtyp (offizielle Bezeichnung)                                                                              | Kurzbezeichnung                                       | Hektar |
| ------- | --- | ----------------------------------------------------- | ------ |
| 3130    | Oligo- bis mesotrophe stehende Gewässer mit Vegetation der Littorelletea uniflorae und/oder der Isoeto-Nanojuncetea | Nährstoffarme bis mäßig nährstoffreiche Stillgewässer | 3,12   |
| 3260    | Flüsse der planaren bis montanen Stufe mit Vegetation des Ranunculion fluitantis und des Callitricho-Batrachion     | Fließgewässer mit flutender Wasservegetation          | 15,89  |
| 4030    | Trockene europäische Heiden                                                                                         | Trockene Heiden                                       | 28,93  |
| 5130    | Formationen von Juniperus communis aufKalkheiden und -rasen                                                         | Wacholderheiden                                       | 3,76   |
| 6230    | Artenreiche montane Borstgrasrasen (und submontan auf dem europäischen Festland) auf Silikatböden                   | Artenreiche Borstgrasrasen                            | 189,73 |
| 6430    | Feuchte Hochstaudenfluren der planarenund montanen bis alpinen Stufe                                                | Feuchte Hochstaudenfluren                             | 1,57   |
| 6510    | Magere Flachland-Mähwiesen (Alopecurus pratensis, Sanguisorba officinalis)                                          | Magere Flachland-Mähwiesen                            | 1,75   |
| 6520    | Berg-Mähwiesen | Berg-Mähwiesen                                        | 88,19  |
| 7110    | Lebende Hochmoore                                                                                                   | Naturnahe Hochmoore                                   | 5,73   |
| 7120    | Noch renaturierungsfähige degradierteHochmoore                                                                      | Geschädigte Hochmoore                                 | 5,90   |
| 7140    | Übergangs- und Schwingrasenmoore                                                                                    | Übergangs- und Schwingrasenmoore                      | 29,98  |
| 7150    | Torfmoor-Schlenken (Rhynchosporion)                                                                                 | Torfmoor-Schlenken                                    | 0,03   |
| 7230    | Kalkreiche Niedermoore                                                                                              | Kalkreiche Niedermoore                                | 13,66  |
| 8150    | Kieselhaltige Schutthalden der Berglagen Mitteleuropas                                                              | Silikatschutthalden                                   | 1,00   |
| 8220    | Silikatfelsen mit Felsspaltenvegetation                                                                             | Silikatfelsen mit Felsspaltenvegetation               | 2,20   |
| 8230    | Silikatfelsen mit Pioniervegetation desSedo-Scleranthion oder des Sedo albi-Veronicion dillenii                     | Pionierrasen auf Silikatfelskuppen                    | 1,00   |
| 9110    | Hainsimsen-Buchenwald (Luzulo-Fagetum)                                                                              | Hainsimsen-Buchenwald                                 | 11,73  |
| 9410    | Montane bis alpine bodensaure Fichtenwälder (Vaccinio-Piceetea)                                                     | Bodensaure Nadelwälder                                | 176,68 |
| 91D0    | Moorwälder | Moorwälder                                            | 55,96  |
| 91E0    | Auen-Wälder mit Alnus glutinosa und Fraxinus excelsior (Alno-Padion, Alnion incanae, Salicion albae)                | Auenwälder mit Erle, Esche, Weide                     | 7,82   |

### Zusammenhängende Schutzgebiete
Das FFH-Gebiet besteht aus zahlreichen Teilgebieten, es überschneidet sich teilweise mit dem Landschaftsschutzgebiet Dachsberg. Es liegt vollständig im Naturpark Südschwarzwald.
Folgende Naturschutzgebiete liegen im FFH-Gebiet:
- Nr. 3012 – Horbacher Moor
- Nr. 3078 – Bruggmatt
- Nr. 3176 – Ennersbacher Moor
- Nr. 3221 – Kohlhütte-Lampenschweine
- Nr. 3244 – Rüttewies-Scheibenrain
- Nr. 3262 – Kirchspielwald-Ibacher Moos
- Nr. 3270 – Friedrich-August-Grube